# Rendezvous
Il rendezvous è una manovra effettuata da due oggetti in volo nello spazio, solitamente un veicolo spaziale ed una stazione orbitante intorno alla Terra (indicati rispettivamente come "veicolo attivo"/inseguitore e "veicolo passivo"/bersaglio), avente come obiettivo l'avvicinamento degli stessi. Il termine è impropriamente, ma popolarmente utilizzato anche per indicare il raggiungimento di un pianeta, asteroide o altro oggetto celeste da parte di una sonda spaziale.
Il rendezvous richiede una corrispondenza precisa delle velocità orbitali e dei vettori di posizione dei due veicoli spaziali, permettendo loro di rimanere a una distanza costante attraverso il mantenimento orbitale. Il rendezvous può essere seguito o meno dal docking o dal berthing, procedure che mettono in contatto fisico due veicoli spaziali e creano un'unione tra di loro.
Il fine primario di una manovra rendezvous è il docking con un altro veicolo, reso possibile dalla presenza su entrambi i veicoli di meccanismi compatibili atti alla realizzazione dell'agganciamento. Una volta agganciati i due veicoli, utilizzando appositi tunnel di collegamento diventa possibile il passaggio di astronauti e/o materiale da un veicolo verso l'altro.

## Storia
Nel suo primo programma di voli spaziali umani, il Programma Vostok, l'Unione Sovietica lanciò coppie di veicoli spaziali dalla stessa rampa di lancio, a uno o due giorni di distanza (Vostok 3 e 4 nel 1962, e Vostok 5 e 6 nel 1963). In ciascun caso, i sistemi di guida dei lanciatori inserivano i due veicoli in orbite quasi identiche; tuttavia, ciò non era sufficientemente preciso per ottenere un rendezvous, poiché la Vostok era priva di propulsori di manovra per aggiustare la sua orbita e adattarla a quella della sua gemella. Le distanze di separazione iniziali erano comprese tra i 5 e i 6,5 km e aumentavano lentamente fino a raggiungere migliaia di chilometri.
Nel 1963, Buzz Aldrin presentò la sua tesi di dottorato intitolata Line-Of-Sight Guidance Techniques For Manned Orbital Rendezvous. Come astronauta della NASA, Aldrin lavorò per "tradurre la complessa meccanica orbitale in piani di volo relativamente semplici per i miei colleghi."

### Primo tentativo fallito
Il primo tentativo di rendezvous della NASA fu effettuato il 3 giugno 1965, quando l'astronauta statunitense James McDivitt tentò di manovrare il suo veicolo Gemini 4 per incontrare lo stadio superiore del razzo Titan II, che lo aveva lanciato. McDivitt non riuscì ad avvicinarsi abbastanza per mantenere l'orbita a causa di problemi di percezione della profondità e dello sfiato del propellente dello stadio, che lo faceva muovere. Tuttavia, i tentativi di rendezvous di Gemini 4 fallirono in gran parte perché gli ingegneri della NASA dovevano ancora imparare la meccanica orbitale coinvolta nel processo. Puntare semplicemente il muso del veicolo inseguitore verso il bersaglio e accendere i propulsori in quella direzione non funzionava. Se il bersaglio si trova più avanti nella stessa orbita e il veicolo inseguitore aumenta la velocità, aumenta anche la sua altitudine, allontanandolo effettivamente dal bersaglio. L'altitudine più elevata aumenta quindi il periodo orbitale a causa della terza legge di Keplero, mettendo il veicolo inseguitore non solo più in alto, ma anche dietro al bersaglio. La tecnica corretta richiede la modifica dell'orbita del veicolo inseguitore per consentire al bersaglio di raggiungerlo o essere raggiunto, e quindi, al momento giusto, passare alla stessa orbita del bersaglio senza movimento relativo tra i veicoli (ad esempio, mettendo il veicolo inseguitore in un'orbita più bassa, che ha un periodo orbitale più breve che gli consente di raggiungere il bersaglio, per poi eseguire un trasferimento alla Hohmann per tornare all'altezza orbitale originale).
()

### Primo rendezvous riuscito

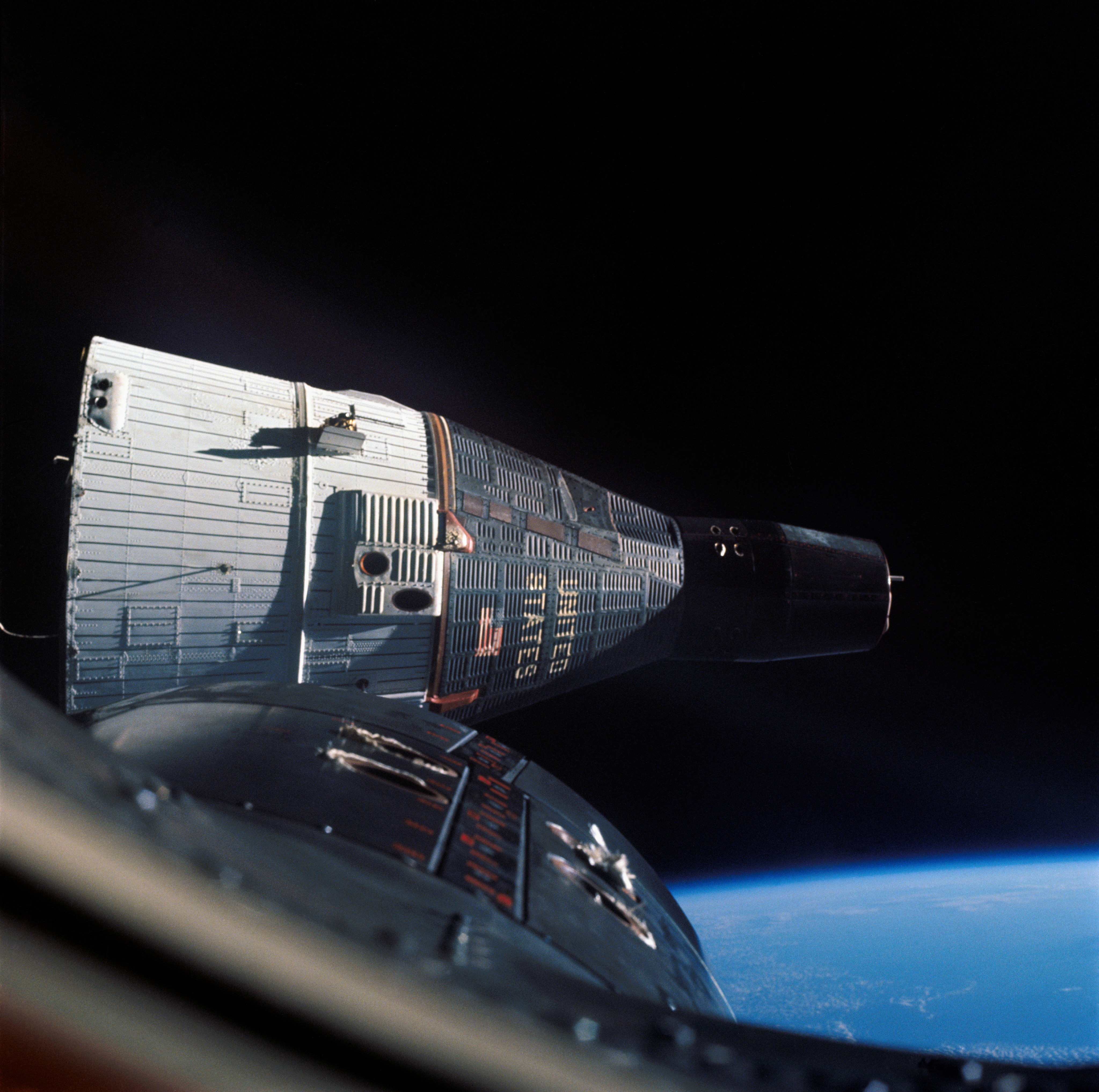
Gemini 7 fotografato da Gemini 6 nel 1965

Il primo rendezvous riuscito fu realizzato dall'astronauta statunitense Wally Schirra il 15 dicembre 1965. Schirra manovrò il veicolo spaziale Gemini 6 a una distanza di 30 cm dal suo veicolo gemello Gemini 7. I veicoli spaziali non erano dotati di sistemi per il docking, ma mantennero l'orbita per più di 20 minuti. Schirra in seguito commentò:
Schirra usò un'altra metafora per descrivere la differenza tra i risultati dei due paesi:

### Primo docking

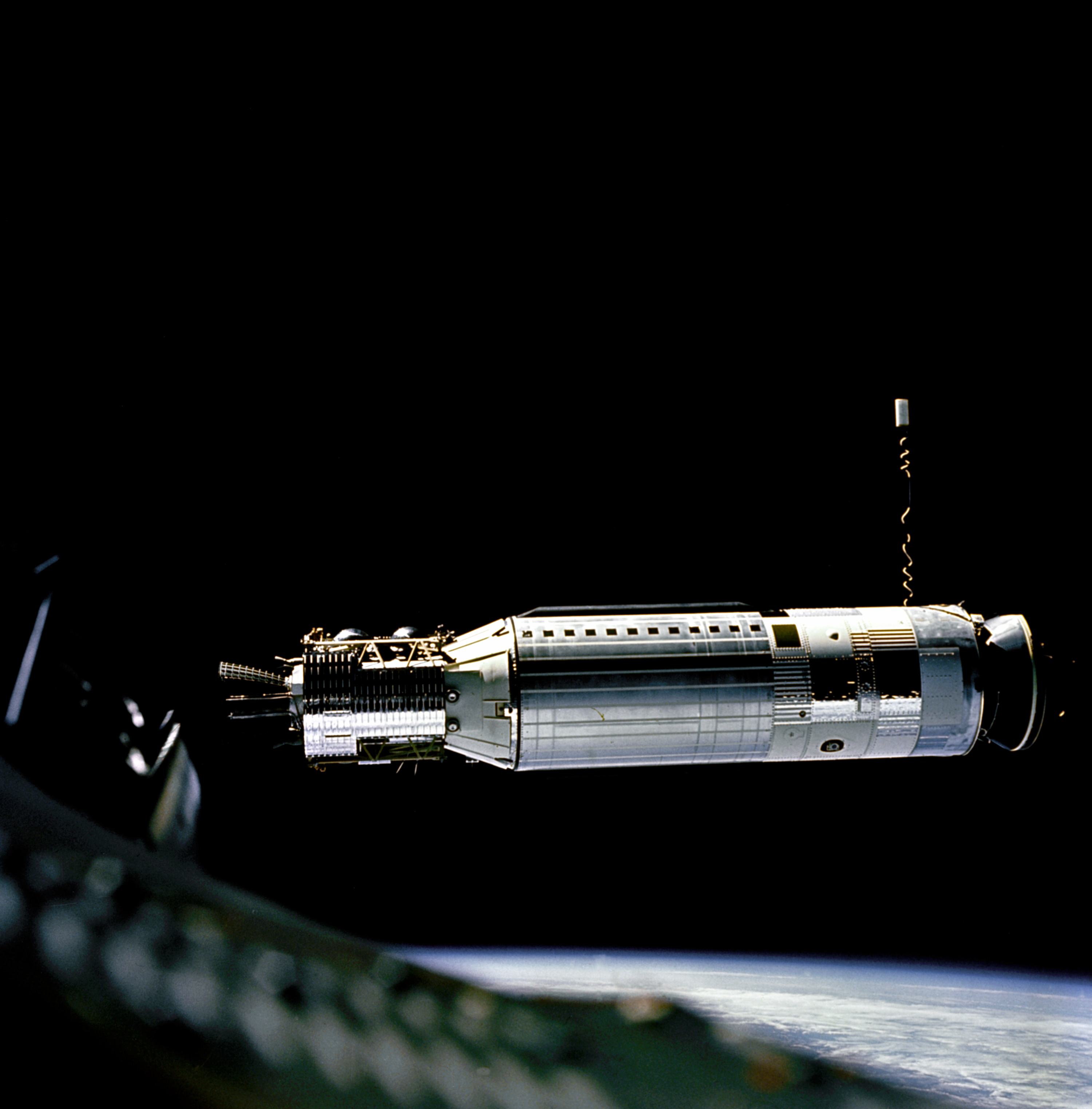
Il veicolo bersaglio Agena poco prima del docking con Gemini 8

Gemini 8 dopo aver eseguito un docking con il veicolo Agena

Il primo docking tra due veicoli spaziali fu conseguito il 16 marzo 1966, quando Gemini 8, sotto il comando di Neil Armstrong, effettuò il rendezvous e il docking con un veicolo Agena Target Vehicle senza equipaggio. La Gemini 6 doveva essere la prima missione ad eseguire un docking, ma fu cancellata quando il veicolo Agena di quella missione andò distrutto durante il lancio.
I sovietici effettuarono il primo docking automatico e senza equipaggio tra Cosmos 186 e Cosmos 188 il 30 ottobre 1967. Il primo cosmonauta sovietico a tentare un docking manuale fu Georgij Beregovoj, che tentò senza successo di eseguire un docking tra il suo veicolo Sojuz 3 con la Sojuz 2 senza equipaggio nell'ottobre 1968. I sistemi automatizzati portarono i veicoli a circa 200 metri, mentre Beregovoj ridusse ulteriormente la distanza con il controllo manuale. Il primo docking con equipaggio riuscito avvenne il 16 gennaio 1969, quando le Sojuz 4 e Sojuz 5 eseguirono un docking, permettendo ai due membri dell'equipaggio della Sojuz 5 di eseguire un'attività extraveicolare per raggiungere la Sojuz 4.
Nel marzo 1969, Apollo 9 eseguì il primo trasferimento interno di membri dell'equipaggio tra due veicoli spaziali agganciati tra loro. Il primo rendezvous tra due veicoli spaziali di nazioni diverse avvenne nel 1975, quando una navicella Apollo effettuò un docking con una navicella Sojuz nell'ambito della missione Apollo-Sojuz.
Il primo docking multiplo avvenne quando entrambe le navicelle Sojuz 26 e Sojuz 27 eseguirono un docking con la stazione spaziale Saljut 6 nel gennaio 1978.

## Usi

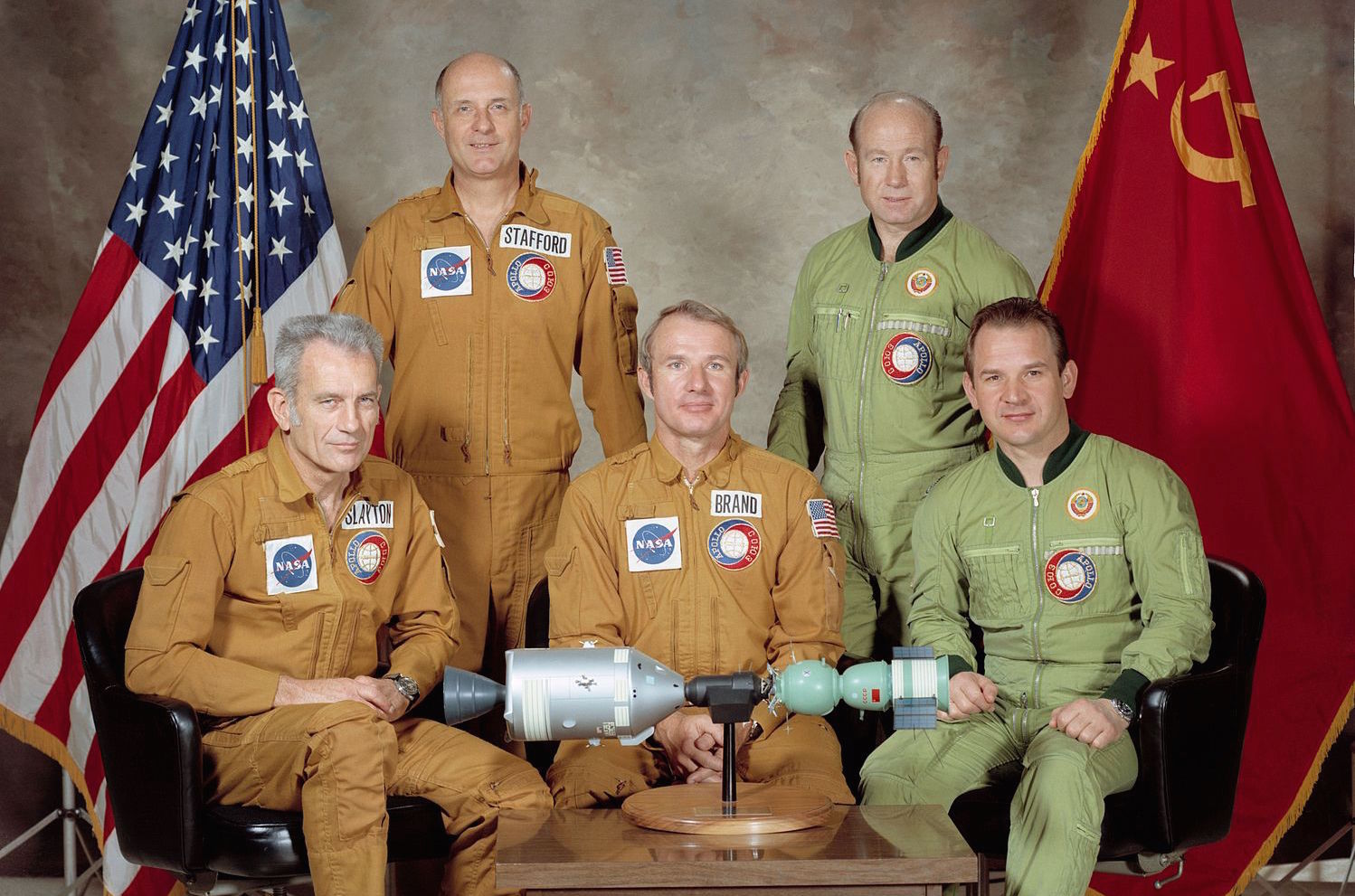
L'equipaggio e i modelli di navicelle spaziali dello storico primo docking del 1975 tra le navicelle sovietiche e statunitensi nell'ambito della missione Apollo-Sojuz, che segnò la conclusione della corsa allo spazio

Un rendezvous avviene ogni volta che un veicolo spaziale porta membri dell'equipaggio o rifornimenti a una stazione spaziale in orbita. Il primo veicolo spaziale a farlo fu la Sojuz 11, che eseguì un docking con successo alla stazione Saljut 1 il 7 giugno 1971. Le missioni spaziali con equipaggio hanno effettuato con successo rendezvous con sei stazioni Saljut, con Skylab, con la stazione spaziale Mir, con la Stazione spaziale internazionale (ISS) e con la Tiangong. Al 2024 i veicoli spaziali Sojuz vengono utilizzati circa ogni sei mesi per trasportare membri dell'equipaggio da e verso la ISS. Dal 2021, dopo dieci anni dal pensionamento della Space Shuttle, gli Stati Uniti furono in grado di utilizzare il proprio veicolo di lancio per il trasporto di equipaggi, la versione per equipaggio della Dragon 2 di SpaceX, la Crew Dragon. Anche la navicella CST-100 Starliner di Boeing effettuò nel 2024 una missione spaziale con equipaggio, la Boe-CFT il cui esito però venne considerato un parziale successo. Entrambe le navicelle statunitensi vennero sviluppate nell'ambito del programma NASA Commercial Crew.

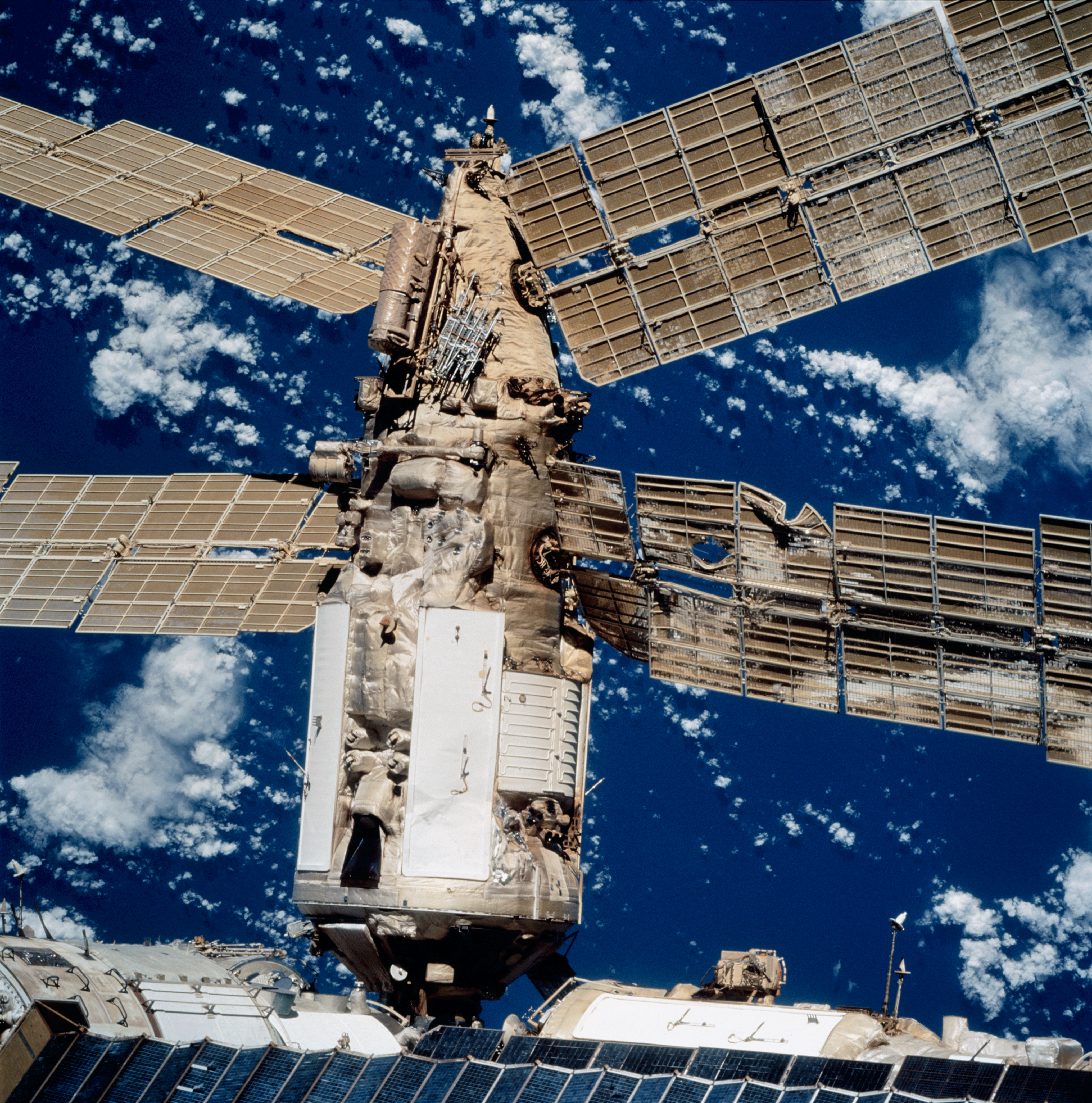
Pannelli solari danneggiati sul modulo Spektr della stazione Mir a seguito di una collisione con un veicolo senza equipaggio Progress nel settembre 1997, come parte del programma Shuttle-Mir. In questo rendezvous spaziale fallito, il Progress si scontrò con Mir, provocando una depressurizzazione fermata chiudendo il portello verso Spektr.

I veicoli spaziali cargo senza equipaggio vengono utilizzati per effettuare rendezvous con le stazioni spaziali al fine di rifornirle. I veicoli Sojuz e Progress hanno effettuato docking automatici sia con la Mir che con la ISS utilizzando il sistema di docking automatico Kurs, così come fino al 2014 il veicolo Automated Transfer Vehicle europeo, per eseguire un docking con il Segmento orbitale russo della ISS. Diversi veicoli spaziali senza equipaggio utilizzano un boccaporto di berthing della Segmento orbitale statunitense piuttosto che uno di docking. Al 2024 il veicolo Cygnus di Northrop Grumman (Orbital Sciences), e in passato anche il veicolo giapponese H-II Transfer Vehicle (HTV) e il veicolo Dragon 1 di SpaceX, esegue un rendezvous e mantenevano l'orbita, consentendo al Canadarm2 manodella ISS di afferrarli e posizionarli in un boccaporto di berthing del Segmento orbitale statunitense. Tuttavia, la versione migliorata di Dragon non necessita più di eseguire un berthing, ma esegue direttamente un docking autonomamente alla ISS. Il Segmento orbitale russo utilizza solo boccaporti di docking, quindi non è possibile per Cygnus, e in passato HTV e Dragon 1, eseguire un berthing lì.
Il rendezvous spaziale venne utilizzato per una varietà di altri scopi, tra cui le missioni di servizio al Telescopio Spaziale Hubble. Storicamente, per le missioni del Programma Apollo che portarono astronauti sulla Luna, lo stadio di ascesa del Modulo Lunare Apollo effettuava un rendezvous e un docking con il Modulo di comando e servizio Apollo in manovre di rendezvous in orbita lunare. Inoltre, l'equipaggio della missione STS-49 effettuò un rendezvous con il satellite delle comunicazioni Intelsat VI F-3 e vi collegò un motore a razzo per consentirgli di eseguire una manovra orbitale.
In alternativa, i due veicoli spaziali possono già essere collegati e eseguire un undocking seguito da un altro docking:
- navicella Sojuz si sposta da un boccaporto all'altro sulla ISS o su Saljut[senza fonte]
- la navicella Apollo, effettuava una manovra nota come trasposizione, docking ed estrazione circa un'ora dopo la manovra di inserzione translunare della sequenza terzo stadio del Saturn V/LM dentro LM/CSM, con il CSM con equipaggio e il LM senza equipaggio:[senza fonte]
  - il CSM si separava, mentre i quattro pannelli superiori dell'adattatore LM venivano rimossi
  - il CSM ruotava di 180 gradi (da motore all'indietro, verso LM, a motore in avanti)
  - il CSM eseguiva un docking con il LM mentre era ancora collegato al terzo stadio
  - la combinazione CSM/LM si separava poi dal terzo stadio

La NASA a volte si riferisce a "Rendezvous, operazioni di prossimità, Docking e Undocking" (Rendezvous, Proximity-Operations, Docking, and Undocking, RPODU) per indicare l'insieme di tutte le procedure del volo spaziale necessarie per le operazioni spaziali in cui due veicoli spaziali lavorano in prossimità con l'intento di unirsi l'uno all'altro.

## Fasi e metodi

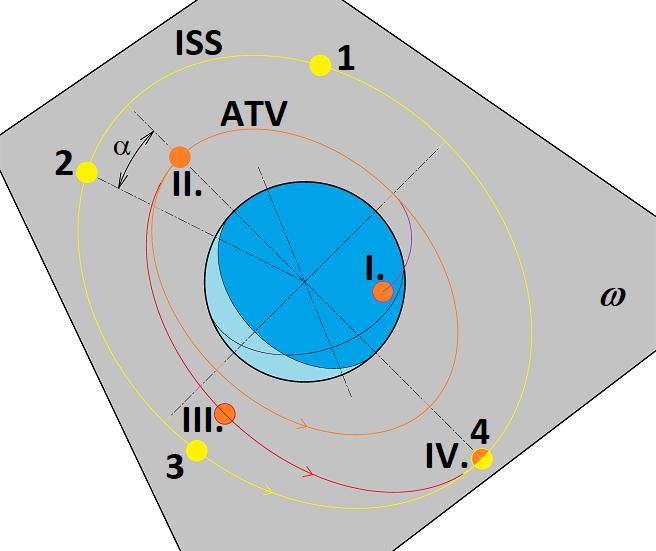
Rendezvous orbitale. 1/ Entrambi i veicoli spaziali devono trovarsi sullo stesso piano orbitale. La ISS viaggia in un'orbita più alta (velocità inferiore), mentre l'ATV vola in un'orbita più bassa e si avvicina alla ISS. 2/ Nel momento in cui l'ATV e la ISS formano un angolo alfa (circa 2°), l'ATV attraversa l'orbita ellittica della ISS.

La tecnica standard per il rendezvous e il docking consiste nel eseguire il docking da un veicolo inseguitore, verso un bersaglio. Questa tecnica è stata utilizzata con successo per i programmi Gemini, Apollo, Apollo/Sojuz, Saljut, Skylab, Mir, ISS e Tiangong.
Per comprendere correttamente il rendezvous spaziale, è essenziale capire la relazione tra la velocità di un veicolo spaziale e la sua orbita. Un veicolo spaziale in una certa orbita non può modificare arbitrariamente la propria velocità. Ogni orbita è correlata a una certa velocità orbitale. Se il veicolo accende i propulsori e aumenta (o diminuisce) la sua velocità, andrà in un'orbita diversa, correlata alla velocità più alta (o più bassa). Per le orbite circolari, le orbite più alte hanno una velocità orbitale inferiore, mentre le orbite più basse hanno una velocità orbitale più alta.
Affinché il rendezvous orbitale avvenga, entrambi i veicoli spaziali devono trovarsi sullo stesso piano orbitale, e la fase orbitale (la posizione dei veicoli spaziali nell'orbita) deve essere corrispondere. Per il docking, anche la velocità dei due veicoli deve essere la stessa. L'inseguitore viene posizionato in un'orbita leggermente più bassa rispetto al bersaglio. Più bassa è l'orbita, maggiore è la velocità orbitale. La differenza nelle velocità orbitali tra l’inseguitore e il bersaglio fa sì che l'inseguitore sia più veloce del bersaglio, permettendogli di raggiungerlo.
Una volta che i due veicoli spaziali sono sufficientemente vicini, l'orbita dell’inseguitore viene sincronizzata con quella del bersaglio, cioè l'inseguitore accelererà. Questo aumento di velocità porterà l'inseguitore a un'orbita più alta. L'aumento di velocità viene scelto in modo che l'inseguitore raggiunga approssimativamente l'orbita del bersaglio. A tappe, l'inseguitore si avvicina al bersaglio fino a quando possono iniziare le operazioni di prossimità.
Nella fase finale, la velocità di avvicinamento viene ridotta utilizzando i propulsori di manovra del veicolo attivo. Il docking avviene tipicamente a una velocità tra i 0,030 m/s e i 0,061 m/s.

### Fasi del rendezvous
Il rendezvous spaziale di un veicolo attivo, o inseguitore, con un veicolo (presumibilmente) passivo può essere suddiviso in diverse fasi, e in genere inizia con i due veicoli spaziali in orbite separate, solitamente distanti più di 10.000 km:
| Fase                                             | Distanza di separazione | Durata tipica della fase |
| ------------------------------------------------ | ----------------------- | ------------------------ |
| Orbita di deriva A (fuori vista, fuori contatto) | >2 λmax                 | 1 a 20 giorni            |
| Orbita di deriva B (a vista, in contatto)        | 2 λmax a 1 km           | 1 a 5 giorni             |
| Operazioni di avvicinamento A                    | 1000 – 100 m            | 1 a 5 orbite             |
| Operazioni di avvicinamento B                    | 100 – 10 m              | 45 – 90 minuti           |
| Docking                                          | <10 m                   | <5 minuti                |

Una varietà di tecniche può essere utilizzata per effettuare le manovre traslazionali e rotazionali necessarie per le operazioni di prossimità e di docking.

### Strategie di avvicinamento
I due per le operazioni di prossimità sono allineati con il percorso di volo del veicolo spaziale (chiamato approccio V-bar, poiché segue il vettore di velocità del bersaglio) e perpendicolari al percorso di volo lungo la linea del raggio dell'orbita (chiamato approccio R-bar, poiché segue il vettore radiale, rispetto alla Terra, del bersaglio).
I due metodi più comuni di avvicinamento usati dal veicolo attivo nell'avvicinamento verso quello passivo sono:
- V-bar ovvero lungo la direzione il vettore di velocità del veicolo bersaglio;
- R-bar ovvero lungo la congiungente ideale tra il bersaglio ed il centro di massa del pianeta attorno al quale esso sta orbitando.

Entrambe le strategie possono essere usate nella stessa manovra; ad esempio nel caso dello Space Shuttle, dopo la tragedia del Columbia, si eseguiva prima un avvicinamento lungo la R-bar, per posizionare lo Shuttle in modo tale che potesse essere comodamente osservato dalla ISS per verificare l'integrità dei pannelli termici posti sulla pancia dello Shuttle. In seguito si attuava una manovra per portare la navicella sulla V-bar e il docking finale si svolgeva in questa modalità.
Il metodo scelto per l'avvicinamento dipende dalla sicurezza, progettazione del veicolo spaziale/propulsori, cronologia della missione e, specialmente per il docking con la ISS, dalla posizione del boccaporto di docking assegnato.

#### Approccio V-bar
L'approccio V-bar è un avvicinamento dell’inseguitore lungo il vettore di velocità del veicolo spaziale passivo. Cioè, da dietro o da davanti, nella stessa direzione del moto orbitale del bersaglio. Il moto è parallelo alla velocità orbitale del bersaglio.
In questo approccio, l'inseguitore da dietro accende piccoli propulsori per aumentare la sua velocità nella direzione del bersaglio. Questo, ovviamente, lo spinge anche in un'orbita più alta. Per mantenere l'inseguitore sul vettore V, vengono attivati altri propulsori nella direzione radiale. Se ciò non avviene (ad esempio a causa di un guasto a un propulsore), l'inseguitore verrà portato in un'orbita più alta, associata a una velocità orbitale inferiore rispetto a quella del bersaglio. Di conseguenza, il bersaglio si muoverebbe più velocemente dell'inseguitore e la distanza tra di loro aumenterebbe. Questo è chiamato "effetto frenante naturale" ed è una salvaguardia naturale in caso di guasto a un propulsore.

#### Approccio R-bar
L'approccio R-bar consiste nell'inseguitore che si muove sotto o sopra il veicolo bersaglio, lungo il suo vettore radiale. Il movimento è perpendicolare alla velocità orbitale del veicolo passivo. Quando si trova sotto il bersaglio, l'inseguitore accende i propulsori radiali per avvicinarsi al bersaglio, aumentando così la propria altitudine. Tuttavia, la velocità orbitale dell’inseguitore rimane invariata (le accensioni dei propulsori nella direzione radiale non influenzano la velocità orbitale). Ora, in una posizione leggermente più alta, ma con una velocità orbitale che non corrisponde alla velocità circolare locale, l'inseguitore rimane leggermente indietro rispetto al bersaglio. Sono necessari piccoli impulsi di propulsione nella direzione della velocità orbitale per mantenere l'inseguitore lungo il vettore radiale del bersaglio. Se questi impulsi non vengono eseguiti (ad esempio, a causa di un guasto a un propulsore), l'inseguitore si allontanerà dal bersaglio, usando l'"effetto frenante naturale". Questo effetto nell'R-bar è più forte rispetto a quello con l'approccio V-bar, rendendo l'approccio R-bar il più sicuro tra i due.
In generale, l'approccio R-bar dal basso è preferibile, poiché l'inseguitore si trova in un'orbita più bassa (più veloce) rispetto al bersaglio e quindi lo "raggiunge". Nell'approccio R-bar dall'alto, l'inseguitore si trova in un'orbita più alta (più lenta) rispetto al bersaglio e deve quindi aspettare che il bersaglio si avvicini. L'approccio R-bar verso nadir viene utilizzato anche per i voli verso l'ISS dei veicoli cargo giapponesi HTV e dei veicoli Dragon di SpaceX.

#### Approccio Z-bar
Un approccio del veicolo inseguitore, orizzontalmente da un lato e ortogonale al piano orbitale del veicolo bersaglio, ovvero da un lato e fuori dal piano dell'orbita del bersaglio, è chiamato approccio Z-bar.

## Cronologia

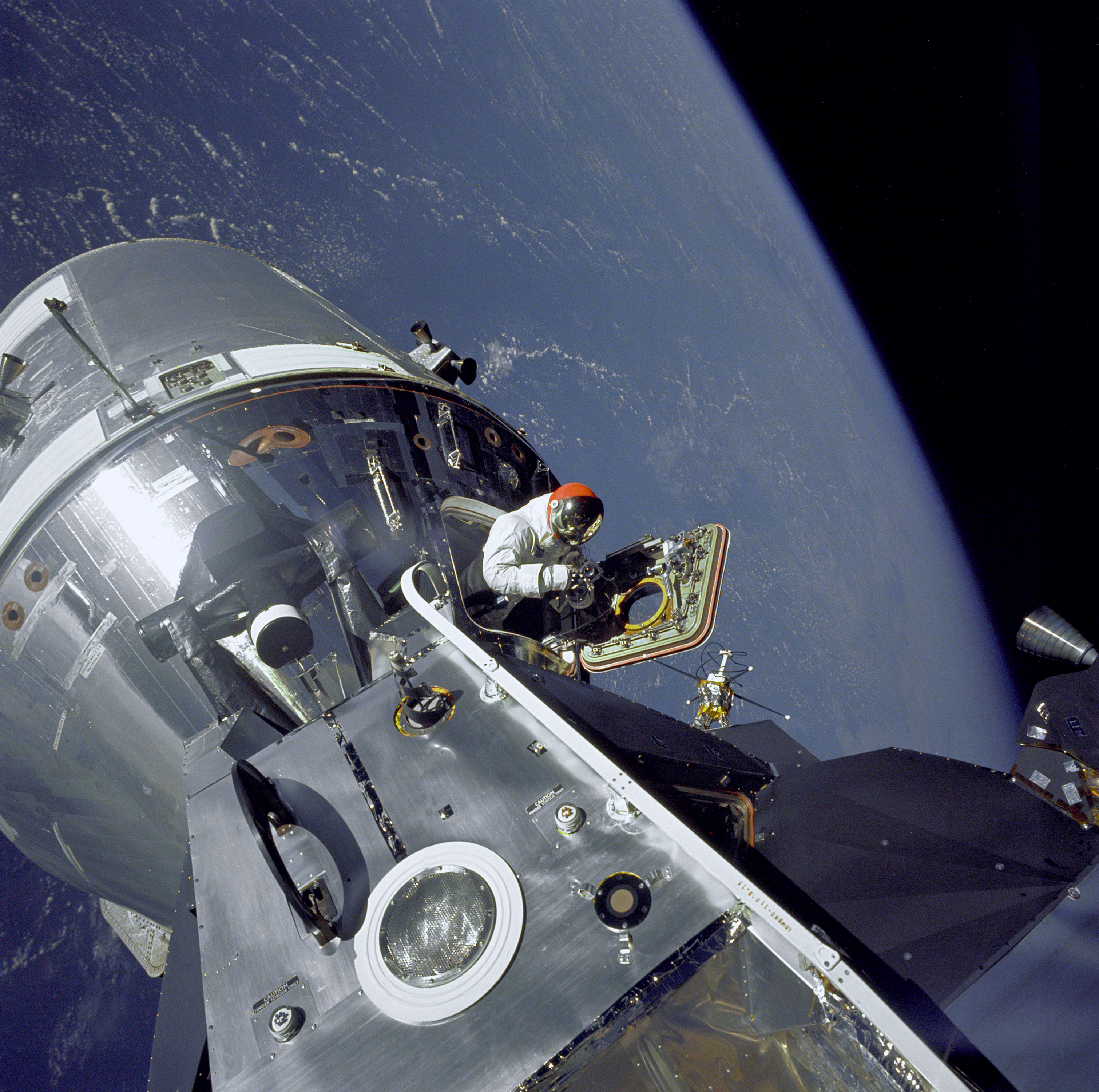
Rendezvous del Modulo di comando con il Modulo lunare durante l'Apollo 9

- 13 agosto 1962: Vostok 3 e Vostok 4 si avvicinano a 6,5 km. Tale distanza viene raggiunta grazie a precisi calcoli di traiettoria nella fase di lancio.
- 16 giugno 1963: Vostok 5 e Vostok 6 ripetono questa manovra.
- 15 dicembre 1965: primo rendezvous pilotato di due navicelle spaziali con equipaggio: Gemini 6 e Gemini 7. La distanza minima tra le due capsule è di 30 cm.
- 16 marzo 1966: primo docking nella storia dei voli umani nello spazio: Gemini 8 esegue un docking ad un satellite senza equipaggio.
- 19 luglio 1966: Gemini 10 esegue un docking ad un satellite senza equipaggio e utilizza il congegno propulsore di questo per modificare la sua traiettoria. In questa seconda traiettoria viene eseguita un'ulteriore manovra rendezvous con un satellite diverso dal primo.
- 30 ottobre 1967: primo docking di due navicelle senza equipaggio del tipo Sojuz denominate Cosmos 186 e Cosmos 188.
- 26 ottobre 1968: rendezvous di Sojuz 3 con la Sojuz 2 priva di equipaggio. Il docking delle due navicelle fallisce.
- 16 gennaio 1969: docking di Sojuz 4 con Sojuz 5. Due cosmonauti lasciano la loro navicella per passare all'altra. Si tratta del primo passaggio di cosmonauti eseguito tra due navicelle spaziali.
- 3 marzo 1969: Apollo 9 esegue il primo docking di un modulo di comando Apollo con il modulo lunare. Due giorni più tardi segue il passaggio degli astronauti dal modulo di comando al modulo lunare tramite l'apposito tunnel di collegamento.
- 23 maggio 1969: primo rendezvous ed docking nell'orbita lunare eseguito da Apollo 10: il modulo lunare Snoopy esegue la manovra con il modulo di comando Charlie Brown.

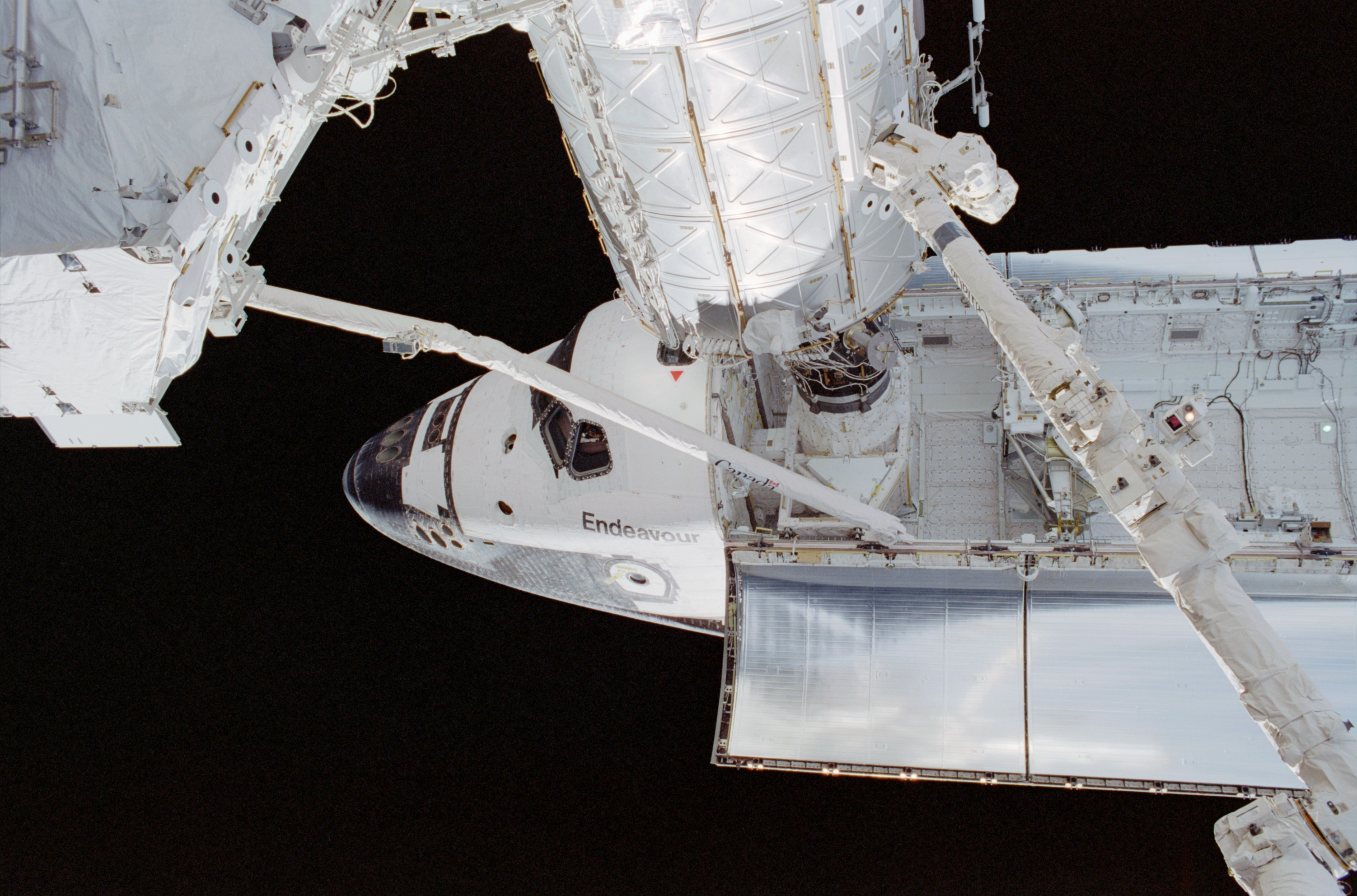
Rendezvous e docking dello Space Shuttle Endeavour con il laboratorio Destiny della Stazione spaziale internazionale (ISS) durante l'STS-111

- 20 luglio 1969: rendezvous in orbita lunare tra modulo comando di Michael Collins, e modulo lunare di Buzz Aldrin e Neil Armstrong.
- 13 ottobre 1969: primo rendezvous di tre navicelle spaziali: Sojuz 6, Sojuz 7 e Sojuz 8. Il docking programmato delle tre navicelle fallisce.
- 23 aprile 1971: Sojuz 10 esegue il docking alla stazione spaziale Saljut 1. Non viene eseguito alcun passaggio dei cosmonauti.
- 6 giugno 1971: Sojuz 11 esegue il docking alla stazione spaziale Saljut 1. Viene eseguito il primo passaggio in una stazione spaziale.
- 26 maggio 1973: primo docking di una navicella Apollo alla stazione spaziale statunitense Skylab
- 17 luglio 1975: primo docking internazionale di due navicelle nell'ambito della missione Apollo-Sojuz
- 22 gennaio 1978: prima navicella cargo Progress 1 esegue un docking alla stazione spaziale Saljut 6
- 11 aprile 1987: dopo diversi tentativi durati più giorni, riesce il docking del modulo Kvant 1 con la stazione spaziale Mir. Per la prima volta nella storia, una stazione spaziale era stata ampliata direttamente nell'orbita intorno alla Terra.
- 26 febbraio 1995: lo Space Shuttle statunitense Discovery esegue una manovra rendezvous con la stazione Mir, girando intorno alla stessa al fine di ispezionarla. Non viene comunque eseguito un docking.
- 29 giugno 1995: lo Space Shuttle statunitense Atlantis esegue un docking alla stazione Mir.